# Lőkösháza
Lőkösháza är en ort i Ungern. Den ligger i provinsen Békés, i den sydöstra delen av landet, 210 km sydost om huvudstaden Budapest. Antalet invånare är 2 017.